# Islote Córdoba
El Islote Córdoba, también conocido como Cayo Haines (en inglés: Haynes Cay), es un cayo o islote colombiano localizado muy próximo al Cayo Acuario, en la costa oriental de la isla de San Andrés.

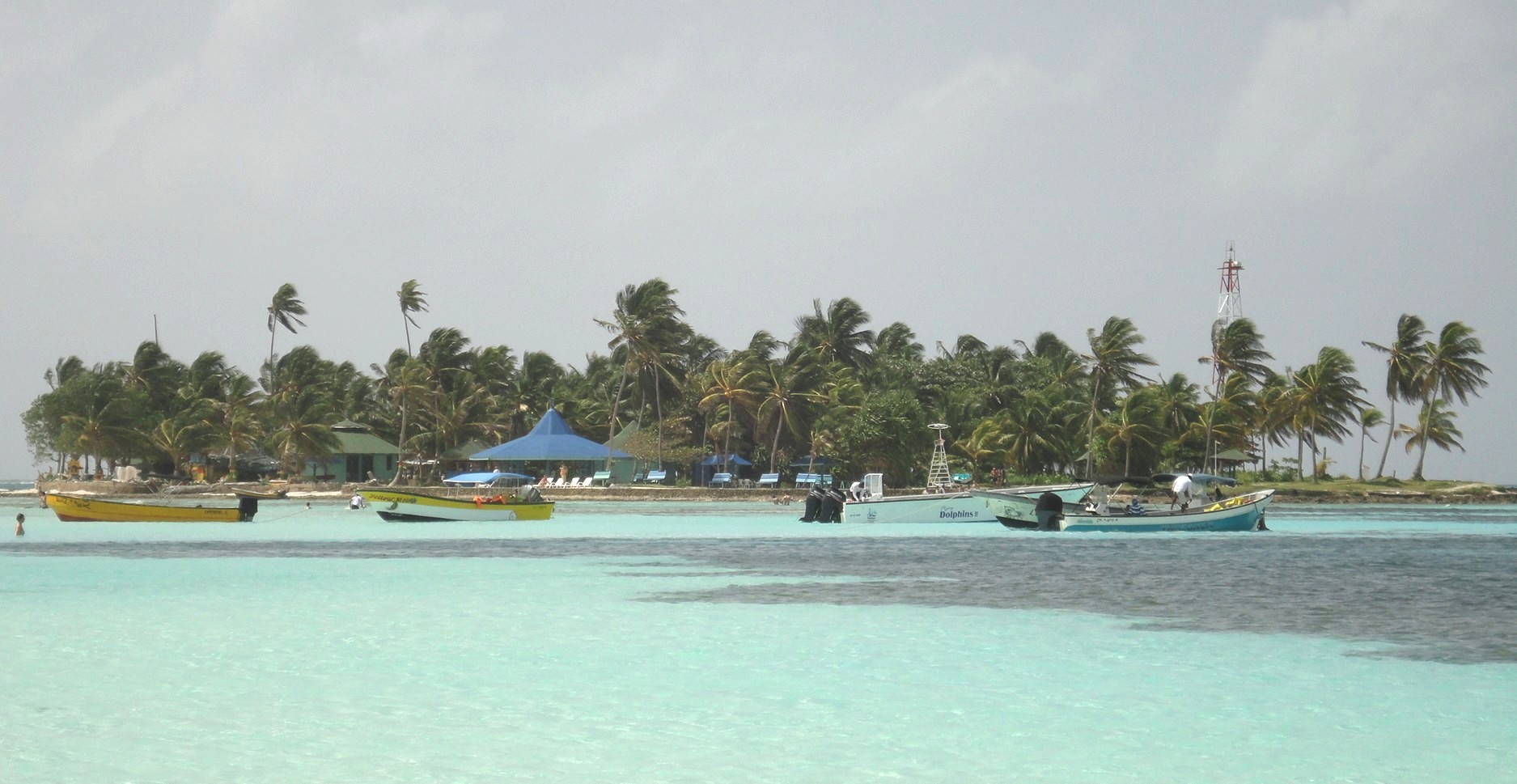
Islote Córdoba desde el norte